# ستيفن واينبرج
ستيفن واينبرغ (بالإنجليزية: Steven Weinberg) (3 مايو 1933 - 23 يوليو 2021)، فيزيائي نظري أمريكي، حائز على جائزة نوبل في الفيزياء لمساهماته في مجال توحيد القوة النووية الضعيفة والحقل الكهرومغناطيسي بين الجسيمات الأولية بالاشتراك مع محمد عبد السلام وشيلدون غلاشو.
شغل واينبرغ كرسي جوزي ريجينتال للعلوم في جامعة تكساس في أوستن، عندما كان عضوًا في قسمي الفيزياء والفلك هناك. نال العديد من الجوائز والتكريمات على أبحاثه حول الجسيمات الأولية وعلم الكونيات الفيزيائي وأهمها جائزة نوبل في الفيزياء عام 1979 والميدالية الوطنية للعلوم عام 1991، وفي عام 2004 حصل على وسام بنجامين فرانكلين من الجمعية الفلسفية الأمريكية، وأشيد به حينها باعتباره: (أعظم عالم فيزياء نظرية على قيد الحياة في العالم). انتخب عضوًا في الأكاديمية الوطنية الأمريكية للعلوم والجمعية الملكية البريطانية، وعضوًا في الجمعية الفلسفية الأمريكية والأكاديمية الأمريكية للفنون والعلوم.
ظهرت مقالات وكتب واينبرغ حول مواضيع مختلفة من حين لآخر في قائمة نيويورك تايمز لأهم الكتب. عمل واينبرغ مستشارًا في الوكالة الأمريكية للحد من التسلح ونزع السلاح، ورئيسًا للجمعية الفلسفية لتكساس، وعضوًا في مجلس محرري مجلة ديدالوس، ومجلس العلماء بمكتبة الكونغرس، ومجموعة جونسون لمستشاري الدفاع، والعديد من المجالس واللجان الأخرى.

## النشأة
ولد ستيفن واينبرغ عام 1933 في مدينة نيويورك، وكان والداه مهاجرين يهوديين. تخرج من مدرسة برونكس الثانوية للعلوم في عام 1950،  وكان في نفس الصف مع شيلدون غلاشو الذي نال بفضل بحث مستقل جائزة نوبل في الفيزياء بالمشاركة مع واينبرغ في عام 1979.
حصل واينبرغ على درجة البكالوريوس من جامعة كورنيل في عام 1954، ثم انتقل إلى معهد نيلز بور في كوبنهاغن وهناك بدأ دراساته وأبحاثه، وبعد عام واحد انتقل إلى جامعة برينستون حيث حصل على درجة الدكتوراه. نال واينبرغ درجة الدكتوراه في الفيزياء في عام 1957، وكانت أطروحته بعنوان (دور التفاعلات القوية في عمليات الانحلال) تحت إشراف سام تريمان.

## مسيرته الوظيفية والبحثية

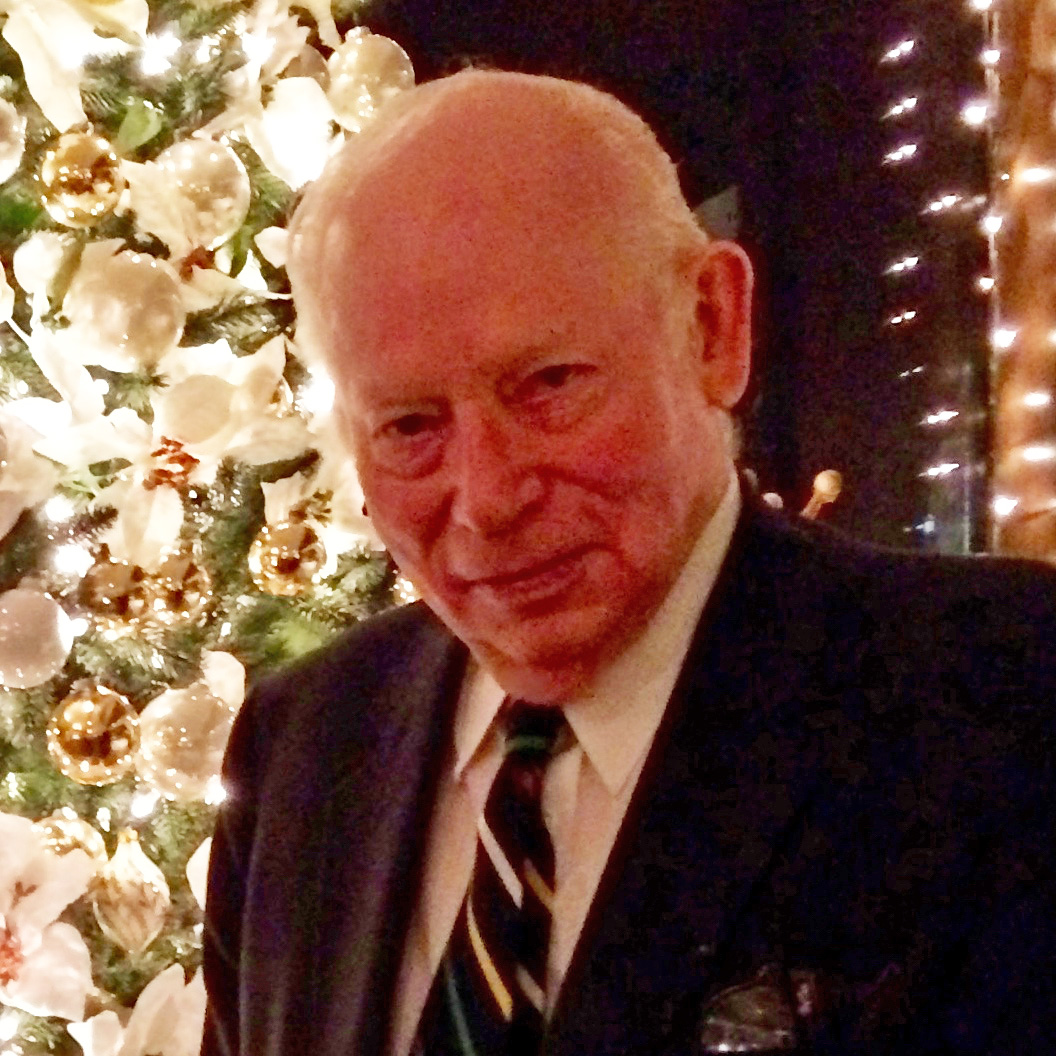
واينبرغ عام 2014

عمل واينبرغ كباحث ما بعد الدكتوراه في جامعة كولومبيا (1957-1959) وجامعة كاليفورنيا، بيركلي (1959)، ثم رُقي إلى عضو هيئة تدريسية في بيركلي (1960-1966)، وأجرى هناك أبحاثًا في مجموعة متنوعة من موضوعات فيزياء الجسيمات، مثل السلوك عالي الطاقة لنظرية المجال الكمي، وأبحاث كسر التناظر، وفوتونات الأشعة تحت الحمراء، والجاذبية الكمومية، وخلال هذه الفترة أيضًا طور نهجًا لنظرية المجال الكمومي وصفها في الفصول الأولى من كتابه (نظرية الحقول الكمية)، وبدأ في كتابة كتابه المدرسي (الجاذبية وعلم الكونيات).
غادر واينبرغ جامعة بيركلي في عام 1966، وقبل منصب محاضر في جامعة هارفارد، وفي عام 1967 أصبح أستاذًا زائرًا في معهد ماساتشوستس للتكنولوجيا، واقترح في ذلك العام في معهد ماساتشوستس للتكنولوجيا نموذجه لتوحيد القوى الكهرومغناطيسية والقوى النووية الضعيفة، وكان من بين تطبيقاتها الأساسية التنبؤ بوجود بوزون هيغز. يشبه نموذج واينبرغ النموذج الذي اقترحه غلاشو في عام 1961، وتضمن كلا النموذجين آلية تفاعل القوى الضعيفة التي كانت غير معروفة في ذلك الوقت. تعدُّ الورقة العلمية التي قدمها واينبرغ وشرح فيها هذه النظرية واحدة من أكثر الأعمال التي استُشهد بها على الإطلاق في فيزياء الطاقة العالية، وبعد عمله الأساسي في عام 1967 حول توحيد التفاعلات الضعيفة والكهرومغناطيسية، تابع ستيفن واينبرغ عمله في العديد من جوانب فيزياء الجسيمات ونظرية المجال الكمومي والجاذبية والأوتار الفائقة وعلم الكونيات. ساهم العديد من العلماء في السنوات التي تلت عام 1967 في تطوير النموذج القياسي الكامل لنظرية الجسيمات الأولية، وأهمها توحيد التفاعلات الكهرومغناطيسية والقوى النووية الضعيفة من خلال مساهمات واينبرغ ومحمد عبد السلام وشيلدون غلاشو، وفي عام 1973 اقترح واينبرغ تعديل النموذج القياسي الذي لا يتطرق لذكر بوزون هيغز الأساسي في هذا النموذج. اقترح واينبرغ نظرية عُرفت لاحقًا باسم تكنيكولور في سبعينيات القرن الماضي، والتي من خلالها فسَّر سير تفاعلات القوى النووية القوية.
أصبح واينبرغ أستاذًا للفيزياء في جامعة هارفارد في عام 1973، وفي عام 1979 كان رائد وجهة النظر الحديثة حول إعادة صياغة نظرية المجال الكمي والتي تعتبر جميع نظريات المجال الكمي كنظريات مجال فعالة، وقد غيَّرت وجهة نظر العمل السابق (بما في ذلك عمله في ورقته البحثية عام 1967) بأن نظرية المجال الكمومي المعقول يجب أن تكون قابلة لإعادة التعديل. سمح هذا النهج بتطوير نظرية فعالة للجاذبية الكمية، وهو موضوع ذو أهمية كبيرة في البحث العلمي الحالي في مجال الفيزياء.
وقع الاكتشاف التجريبي لبوزون هيغز في عام 1978 بعد حوالي ست سنوات من الاكتشاف التجريبي للتيارات المحايدة. حصل واينبرغ على إثر ذلك على جائزة نوبل في الفيزياء مع شيلدون غلاشو ومحمد عبد السلام اللذين اقترحا بشكل مستقل نظرية توحيد المجال الكهرومغناطيسي مع القوى النووية الضعيفة على أساس كسر التناظر التلقائي.
انتقل واينبرغ إلى جامعة تكساس في أوستن في عام 1982 كرئيس مجلس إدارة مؤسسة جاك غوزي ويلش في مجال العلوم وأسس المجموعة النظرية في قسم الفيزياء هناك. وأصبح ستيفن واينبرغ من بين أكثر العلماء تأثيرًا على مؤشرات البحث، مثل مؤشر إتش ومؤشر الإبداع.
من مؤلفاته «أحلام الفيزيائيين» ترجمه إلى العربية الدكترو الفيزيائي أدهم السمان.

### مساهمات أخرى
كان ستيفن واينبرغ متحدثًا رسميًا باسم العلم إلى جانب أبحاثه العلمية، إذ أدلى بشهادته أمام الكونغرس لدعم مصادم الهيدرونات فائق التوصيل، وكتب مقالات لمجلة نيويورك ريفيو أوف بوكس، وألقى محاضرات مختلفة حول أهداف العلم ومعناه. تجمع كتب واينبرغ في العلوم الموجهة للجمهور بين الترويج العلمي النموذجي وبين ما يمكن اعتباره دعمًا لفلسفة العلم والإلحاد، وعلى الرغم من أنه كان لا يزال يدرس الفيزياء، إلا أنه في السنوات التالية توجه نحو تاريخ العلوم، وهي الجهود التي بلغت ذروتها في كتابه (اكتشاف العلوم الحديثة) لكن هذا الكتب تلقى مراجعات سلبية وانتقادات عديدة، خصوصًا في صحيفة وول ستريت جورنال على يد ستيفن شابين، رد واينبرغ على الانتقادات وحدث نقاش مطول مع شابين.

## حياته الشخصية
تزوج واينبرغ من لويز واينبرغ في عام 1954، وأنجبا ابنة واحدة تدعى إليزابيث. توفي واينبرغ في 23 يوليو 2021 في مستشفى في أوستن، تكساس عن عمر يناهز 88 عامًا.

### السياسة
عرَّف واينبرغ نفسه بأنه ليبرالي، وكان معروفًا أيضًا بدعمه لإسرائيل، والتي وصفها بأنها أكثر دولة أهمية في الحرب بين الديمقراطيات الليبرالية والديانة الإسلامية، وكتب مقالًا في عام 1997 بعنوان (الصهيونية وخصومها) لشرح وجهات نظره حول هذه المسألة، وفي عام 2000 ألغى واينبرغ رحلاته التعليمية إلى جامعات المملكة المتحدة بسبب المقاطعات البريطانية لإسرائيل، وأوضح في هذا السياق:
بالنظر إلى تاريخ الهجمات على إسرائيل والقمع والعدوانية التي تعرضت لها من دول أخرى في الشرق الأوسط وأماكن أخرى حول العالم، فإن مقاطعة إسرائيل تشير إلى عمى أخلاقي يصعب إيجاد أي تفسير له غير معاداة السامية.
كان واينبرغ ملحدًا، وصرَّح عندما دافع عن نظرية الانفجار العظيم أن هذه النظرية تبدو من الناحية الفلسفية أكثر النظريات جاذبية لأنها الأقل تشابهًا مع الوصف الوارد في سفر التكوين.

## روابط خارجية
- ستيفن واينبرج على موقع الموسوعة البريطانية (الإنجليزية)
- ستيفن واينبرج على موقع مونزينجر (الألمانية)
- ستيفن واينبرج على موقع ميوزك برينز (الإنجليزية)
- ستيفن واينبرج على موقع إن إن دي بي (الإنجليزية)